# Terre de Causans
La Terre de Causans est un domaine située à Jonquières, dans le Vaucluse, composé d'un château, et ses communs et son parc, d'une église, et d'un hameau. 

## Histoire
Terre de Causans est, initialement, le domaine d'une famille noble provençale, la famille de Vincens de Causans. Cette famille compte deux principales personnalités : Jacques de Vincens de Mauléon de Causans, général, député de la principauté d'Orange à l'Assemblée nationale constituante, de 1789 à 1791, puis député de Vaucluse de 1815 à 1823, et Paul de Vincens de Causans, pair de France et conseiller général de Vaucluse.
L'école du hameau ouvre sa première classe en 1835. Il s'agit d'une école non communale, d'enseignement catholique. Le marquis de Causans cède les locaux à l'association gérant les locaux, en 1844. En 1984, l'école ouvre sa 4e classe. L'école privée Notre-Dame comprend des sections de maternelle et primaire.
La Terre de Causans est inscrit au titre des monuments historiques depuis le 31 janvier 1997.

## Descriptif
La Terre de Causans est composé de plusieurs bâtiments : le château, élément principal du hameau, une chapelle, dédiée à saint Martin, plusieurs maisons et une école privée.

### Château
Un premier château a été édifié sur ses terres au Moyen Âge, puis remanié à la Renaissance. Subissant des destructions au cours des guerres de Religion, il a été reconstruit au XVIIe siècle.

### Chapelle
La chapelle actuelle date de 1860, sur des plans de l'architecte Geoffrey.